# Advances in Mathematics
Advances in Mathematics is een internationaal, aan collegiale toetsing onderworpen wetenschappelijk tijdschrift op het gebied van de wiskunde.
De naam wordt in literatuurverwijzingen meestal afgekort tot Adv. Math.
Het wordt uitgegeven door Elsevier en verschijnt 18 keer per jaar.
Het eerste nummer verscheen in 1965.